# Collegio di Wyre Forest
Wyre Forest è un collegio elettorale inglese situato nel Worcestershire, nelle Midlands Occidentali e rappresentato alla Camera dei comuni del Parlamento del Regno Unito. Elegge un membro del parlamento con il sistema first-past-the-post, ossia maggioritario a turno unico; l'attuale parlamentare è Mark Garnier del Partito Conservatore, che rappresenta il collegio dal 2010.

## Estensione
Il collegio di Wyre Forest disegnato nel 1997 era all'incirca coincidente con il distretto di Wyre Forest, con circa 2.000 elettori abitanti nel vicino collegio di Leominster. A seguito della modifica dei confini dei collegi nel 2010, la Boundary Commission stabilì che una parte del collegio di Leominster finisse in quello di Wyre Forest, rendendo collegio e distretto del tutto coincidenti. 
- 1983-1997: il distretto di Wyre Forest.
- 1997-2010: tutti i ward elettorali del distretto di Wyre Forest ad eccezione del ward di Rock and Ribbesford.
- dal 2010: il distretto di Wyre Forest.

## Membri del parlamento
| Elezione | Elezione       | Deputato       | Partito        |
| -------- | -------------- | -------------- | -------------- |
|          | 1983           | Esmond Bulmer  | Conservatore   |
| 1987     | Anthony Coombs |                | Conservatore   |
|          | 1997           | David Lock     | Laburista      |
|          | 2001           | Richard Taylor | Health Concern |
|          | 2010           | Mark Garnier   | Conservatore   |

## Elezioni

### Elezioni negli anni 2020
| Partito                    | Partito                                   | Candidato                  | Risultati 4 luglio 2024 | Risultati 4 luglio 2024 |
| Partito                    | Partito                                   | Candidato                  | Voti                    | %                       |
| -------------------------- | ----------------------------------------- | -------------------------- | ----------------------- | ----------------------- |
|                            | Conservatore                              | Mark Garnier               | 14 489                  | 32,09                   |
|                            | Laburista                                 | Vicki Smith                | 13 677                  | 30,29                   |
|                            | Reform UK                                 | Bill Hopkins               | 9 682                   | 21,44                   |
|                            | Lib Dem                                   | Shazu Miah                 | 2 809                   | 6,22                    |
|                            | Verdi                                     | John Davis                 | 2 443                   | 5,41                    |
|                            | Indipendente                              | Leigh Whitehouse           | 1 535                   | 3,40                    |
|                            | Indipendente                              | Nigel Geary                | 523                     | 1,16                    |
|                            |                                           |                            |                         |                         |
| Iscritti                   | Iscritti                                  | Iscritti                   | 77 394                  | 100,00                  |
| ↳ Votanti (% su iscritti)  | ↳ Votanti (% su iscritti)                 | ↳ Votanti (% su iscritti)  | 45 158                  | 58,35                   |
| ↳ Astenuti (% su iscritti) | ↳ Astenuti (% su iscritti)                | ↳ Astenuti (% su iscritti) | 32 236                  | 41,65                   |
|                            |                                           |                            |                         |                         |
|                            | Esito: collegio confermato a Conservatore |                            |                         |                         |

### Elezioni negli anni 2010
| Partito                    | Partito                                   | Candidato                  | Risultati 12 dicembre 2019 | Risultati 12 dicembre 2019 |
| Partito                    | Partito                                   | Candidato                  | Voti                       | %                          |
| -------------------------- | ----------------------------------------- | -------------------------- | -------------------------- | -------------------------- |
|                            | Conservatore                              | Mark Garnier               | 32 960                     | 65,19                      |
|                            | Laburista                                 | Robin Lunn                 | 11 547                     | 22,84                      |
|                            | Lib Dem                                   | Shazu Miah                 | 4 081                      | 8,07                       |
|                            | Verdi                                     | John Davis                 | 1 973                      | 3,90                       |
|                            |                                           |                            |                            |                            |
| Iscritti                   | Iscritti                                  | Iscritti                   | 78 079                     | 100,00                     |
| ↳ Votanti (% su iscritti)  | ↳ Votanti (% su iscritti)                 | ↳ Votanti (% su iscritti)  | 50 561                     | 64,76                      |
| ↳ Astenuti (% su iscritti) | ↳ Astenuti (% su iscritti)                | ↳ Astenuti (% su iscritti) | 27 518                     | 35,24                      |
|                            |                                           |                            |                            |                            |
|                            | Esito: collegio confermato a Conservatore |                            |                            |                            |

| Partito                    | Partito                                   | Candidato                  | Risultati 8 giugno 2017 | Risultati 8 giugno 2017 |
| Partito                    | Partito                                   | Candidato                  | Voti                    | %                       |
| -------------------------- | ----------------------------------------- | -------------------------- | ----------------------- | ----------------------- |
|                            | Conservatore                              | Mark Garnier               | 29 859                  | 58,42                   |
|                            | Laburista                                 | Matt Lamb                  | 16 525                  | 32,33                   |
|                            | Lib Dem                                   | Shazu Miah                 | 1 923                   | 3,76                    |
|                            | UKIP                                      | George Connolly            | 1 777                   | 3,48                    |
|                            | Verdi                                     | Brett Caulfield            | 1 025                   | 2,01                    |
|                            |                                           |                            |                         |                         |
| Iscritti                   | Iscritti                                  | Iscritti                   | 77 846                  | 100,00                  |
| ↳ Votanti (% su iscritti)  | ↳ Votanti (% su iscritti)                 | ↳ Votanti (% su iscritti)  | 51 223                  | 65,80                   |
| ↳ Astenuti (% su iscritti) | ↳ Astenuti (% su iscritti)                | ↳ Astenuti (% su iscritti) | 26 623                  | 34,20                   |
|                            |                                           |                            |                         |                         |
|                            | Esito: collegio confermato a Conservatore |                            |                         |                         |

| Partito                    | Partito                                   | Candidato                  | Risultati 7 maggio 2015 | Risultati 7 maggio 2015 |
| Partito                    | Partito                                   | Candidato                  | Voti                    | %                       |
| -------------------------- | ----------------------------------------- | -------------------------- | ----------------------- | ----------------------- |
|                            | Conservatore                              | Mark Garnier               | 22 394                  | 45,30                   |
|                            | Laburista                                 | Matt Lamb                  | 9 523                   | 19,26                   |
|                            | UKIP                                      | Michael Wrench             | 7 967                   | 16,11                   |
|                            | National Health Action                    | Richard Taylor             | 7 211                   | 14,59                   |
|                            | Lib Dem                                   | Andy Crick                 | 1 228                   | 2,48                    |
|                            | Verdi                                     | Natalie McVey              | 1 117                   | 2,26                    |
|                            |                                           |                            |                         |                         |
| Iscritti                   | Iscritti                                  | Iscritti                   | 77 492                  | 100,00                  |
| ↳ Votanti (% su iscritti)  | ↳ Votanti (% su iscritti)                 | ↳ Votanti (% su iscritti)  | 49 440                  | 63,80                   |
| ↳ Astenuti (% su iscritti) | ↳ Astenuti (% su iscritti)                | ↳ Astenuti (% su iscritti) | 28 052                  | 36,20                   |
|                            |                                           |                            |                         |                         |
|                            | Esito: collegio confermato a Conservatore |                            |                         |                         |

| Partito                    | Partito                                                | Candidato                  | Risultati 6 maggio 2010 | Risultati 6 maggio 2010 |
| Partito                    | Partito                                                | Candidato                  | Voti                    | %                       |
| -------------------------- | ------------------------------------------------------ | -------------------------- | ----------------------- | ----------------------- |
|                            | Conservatore                                           | Mark Garnier               | 18 793                  | 36,92                   |
|                            | Health Concern                                         | Richard Taylor             | 16 150                  | 31,73                   |
|                            | Laburista                                              | Nigel Knowles              | 7 298                   | 14,34                   |
|                            | Lib Dem                                                | Neville Farmer             | 6 040                   | 11,87                   |
|                            | UKIP                                                   | Michael Wrench             | 1 498                   | 2,94                    |
|                            | BNP                                                    | Gordon Howells             | 1 120                   | 2,20                    |
|                            |                                                        |                            |                         |                         |
| Iscritti                   | Iscritti                                               | Iscritti                   | 76 196                  | 100,00                  |
| ↳ Votanti (% su iscritti)  | ↳ Votanti (% su iscritti)                              | ↳ Votanti (% su iscritti)  | 50 899                  | 66,80                   |
| ↳ Astenuti (% su iscritti) | ↳ Astenuti (% su iscritti)                             | ↳ Astenuti (% su iscritti) | 25 297                  | 33,20                   |
|                            |                                                        |                            |                         |                         |
|                            | Esito: collegio passa da Health Concern a Conservatore |                            |                         |                         |

### Elezioni negli anni 2000
| Partito                    | Partito                                     | Candidato                  | Risultati 5 maggio 2005 | Risultati 5 maggio 2005 |
| Partito                    | Partito                                     | Candidato                  | Voti                    | %                       |
| -------------------------- | ------------------------------------------- | -------------------------- | ----------------------- | ----------------------- |
|                            | Health Concern                              | Richard Taylor             | 18 739                  | 39,88                   |
|                            | Conservatore                                | Mark Garnier               | 13 489                  | 28,71                   |
|                            | Laburista                                   | Marc Bayliss               | 10 716                  | 22,81                   |
|                            | Lib Dem                                     | Frances Oborski            | 2 666                   | 5,67                    |
|                            | UKIP                                        | Rustie Lee                 | 1 074                   | 2,29                    |
|                            | Monster Raving Loony                        | Bert Priest                | 303                     | 0,64                    |
|                            |                                             |                            |                         |                         |
| Iscritti                   | Iscritti                                    | Iscritti                   | 73 188                  | 100,00                  |
| ↳ Votanti (% su iscritti)  | ↳ Votanti (% su iscritti)                   | ↳ Votanti (% su iscritti)  | 46 987                  | 64,20                   |
| ↳ Astenuti (% su iscritti) | ↳ Astenuti (% su iscritti)                  | ↳ Astenuti (% su iscritti) | 26 201                  | 35,80                   |
|                            |                                             |                            |                         |                         |
|                            | Esito: collegio confermato a Health Concern |                            |                         |                         |

| Partito                    | Partito                                             | Candidato                  | Risultati 7 giugno 2001 | Risultati 7 giugno 2001 |
| Partito                    | Partito                                             | Candidato                  | Voti                    | %                       |
| -------------------------- | --------------------------------------------------- | -------------------------- | ----------------------- | ----------------------- |
|                            | Health Concern                                      | Richard Taylor             | 28 487                  | 58,06                   |
|                            | Laburista                                           | David Lock                 | 10 857                  | 22,13                   |
|                            | Conservatore                                        | Mark Simpson               | 9 350                   | 19,06                   |
|                            | UKIP                                                | Jim Millington             | 368                     | 0,75                    |
|                            |                                                     |                            |                         |                         |
| Iscritti                   | Iscritti                                            | Iscritti                   | 72 150                  | 100,00                  |
| ↳ Votanti (% su iscritti)  | ↳ Votanti (% su iscritti)                           | ↳ Votanti (% su iscritti)  | 49 062                  | 68,00                   |
| ↳ Astenuti (% su iscritti) | ↳ Astenuti (% su iscritti)                          | ↳ Astenuti (% su iscritti) | 23 088                  | 32,00                   |
|                            |                                                     |                            |                         |                         |
|                            | Esito: collegio passa da Laburista a Health Concern |                            |                         |                         |

## Risultati dei referendum

### Referendum sulla permanenza del Regno Unito nell'Unione europea del 2016
|             | Collegio    | Lasciare UE % | Rimanere in UE % |
| ----------- | ----------- | ------------- | ---------------- |
|             | Wyre Forest | 63,1%         | 36,9%            |
| Inghilterra | 53,3%       | 46,7%         |                  |
| Regno Unito | 51,9%       | 48,1%         |                  |